# Sochi
Sochi (tiếng Nga: Сочи, phát âm là [sotɕɪ]) là một thành phố ở vùng Krasnodar, Nga, nằm ngay phía bắc biên giới của Nga với nước cộng hòa Abkhazia trên bờ Biển Đen. Sochi là thành phố nghỉ mát lớn nhất của Nga.
Sochi bắt đầu được thế giới biết đến vào năm 2007, khi đã được chọn đăng cai Thế vận hội Mùa đông 2014 và Paralympic Games. Đây là khu nghỉ mát bãi biển Biển Đen yêu thích của Nga.
Sochi thường được gọi bằng tên không chính thức "Thủ đô mùa hè của Nga, hoặc Viên ngọc trai Biển Đen. Đây là khu vực du lịch biển mùa hè lớn nhất và bận rộn nhất của nước Nga, thu hút hơn 4 triệu du khách mỗi năm với phong cảnh bờ biển núi non tuyệt vời của nó, bãi biển đá cuội, với thời tiết ban ngày nắng ấm, và cuộc sống về đêm sôi động. Từ tháng năm đến tháng chín, dân số Sochi tăng lên ít nhất là gấp đôi với lượng khách du lịch đến nghỉ mát.

## Địa lý
Vùng đô thị Sochi mở rộng kéo dài 145 km dọc theo bờ Biển Đen. Tùy thuộc vào cách người ta chọn sự phân chia châu Âu và châu Á, một số nguồn cho rằng Sochi nằm ở châu Âu, trong khi đó nếu sử dụng dãy núi Kavkaz làm ranh giới thì Sochi thuộc Tây Nam Á, nằm ở phần châu Á ở phía nam của Đại Kavkaz. Xét về điều kiện địa lý và con người, Sochi nằm trong vùng Krasnodar, về mặt địa lý nằm hoàn toàn bên trong khu vực châu Âu của nước Nga.

### Khí hậu
| Dữ liệu khí hậu của Sochi               | Dữ liệu khí hậu của Sochi | Dữ liệu khí hậu của Sochi | Dữ liệu khí hậu của Sochi | Dữ liệu khí hậu của Sochi | Dữ liệu khí hậu của Sochi | Dữ liệu khí hậu của Sochi | Dữ liệu khí hậu của Sochi | Dữ liệu khí hậu của Sochi | Dữ liệu khí hậu của Sochi | Dữ liệu khí hậu của Sochi | Dữ liệu khí hậu của Sochi | Dữ liệu khí hậu của Sochi | Dữ liệu khí hậu của Sochi |
| Tháng                                   | 1                         | 2                         | 3                         | 4                         | 5                         | 6                         | 7                         | 8                         | 9                         | 10                        | 11                        | 12                        | Năm                       |
| --------------------------------------- | ------------------------- | ------------------------- | ------------------------- | ------------------------- | ------------------------- | ------------------------- | ------------------------- | ------------------------- | ------------------------- | ------------------------- | ------------------------- | ------------------------- | ------------------------- |
| Cao kỉ lục °C (°F)                      | 21.2 (70.2)               | 23.5 (74.3)               | 30.0 (86.0)               | 31.7 (89.1)               | 34.7 (94.5)               | 35.2 (95.4)               | 39.4 (102.9)              | 38.5 (101.3)              | 36.0 (96.8)               | 32.1 (89.8)               | 29.1 (84.4)               | 23.5 (74.3)               | 39.4 (102.9)              |
| Trung bình ngày tối đa °C (°F)          | 9.6 (49.3)                | 9.9 (49.8)                | 12.2 (54.0)               | 16.6 (61.9)               | 20.6 (69.1)               | 24.6 (76.3)               | 27.4 (81.3)               | 27.9 (82.2)               | 24.7 (76.5)               | 20.4 (68.7)               | 15.3 (59.5)               | 11.8 (53.2)               | 18.4 (65.1)               |
| Trung bình ngày °C (°F)                 | 6.1 (43.0)                | 6.0 (42.8)                | 8.2 (46.8)                | 12.1 (53.8)               | 16.0 (60.8)               | 20.2 (68.4)               | 23.2 (73.8)               | 23.6 (74.5)               | 20.0 (68.0)               | 15.8 (60.4)               | 11.1 (52.0)               | 8.1 (46.6)                | 14.2 (57.6)               |
| Tối thiểu trung bình ngày °C (°F)       | 3.6 (38.5)                | 3.3 (37.9)                | 5.2 (41.4)                | 9.0 (48.2)                | 12.7 (54.9)               | 16.7 (62.1)               | 19.7 (67.5)               | 19.9 (67.8)               | 16.4 (61.5)               | 12.5 (54.5)               | 8.1 (46.6)                | 5.5 (41.9)                | 11.1 (52.0)               |
| Thấp kỉ lục °C (°F)                     | −13.4 (7.9)               | −12.6 (9.3)               | −7.0 (19.4)               | −5.0 (23.0)               | 3.0 (37.4)                | 7.1 (44.8)                | 12.6 (54.7)               | 10.4 (50.7)               | 2.7 (36.9)                | −3.2 (26.2)               | −5.4 (22.3)               | −8.3 (17.1)               | −13.4 (7.9)               |
| Lượng Giáng thủy trung bình mm (inches) | 184 (7.2)                 | 135 (5.3)                 | 121 (4.8)                 | 120 (4.7)                 | 110 (4.3)                 | 104 (4.1)                 | 128 (5.0)                 | 121 (4.8)                 | 127 (5.0)                 | 167 (6.6)                 | 201 (7.9)                 | 185 (7.3)                 | 1.703 (67.0)              |
| Số ngày mưa trung bình                  | 19                        | 18                        | 18                        | 18                        | 16                        | 14                        | 11                        | 10                        | 13                        | 15                        | 17                        | 20                        | 189                       |
| Số ngày tuyết rơi trung bình            | 6                         | 6                         | 3                         | 0.3                       | 0                         | 0                         | 0                         | 0                         | 0                         | 0                         | 1                         | 4                         | 20                        |
| Độ ẩm tương đối trung bình (%)          | 73                        | 72                        | 72                        | 75                        | 79                        | 79                        | 79                        | 78                        | 76                        | 76                        | 74                        | 72                        | 75                        |
| Số giờ nắng trung bình tháng            | 96                        | 105                       | 145                       | 161                       | 221                       | 258                       | 279                       | 281                       | 226                       | 195                       | 121                       | 86                        | 2.174                     |
| Nguồn 1: Pogoda.ru.net                  |                           |                           |                           |                           |                           |                           |                           |                           |                           |                           |                           |                           |                           |
| Nguồn 2: NOAA (nắng 1961–1990)          |                           |                           |                           |                           |                           |                           |                           |                           |                           |                           |                           |                           |                           |

## Hình ảnh

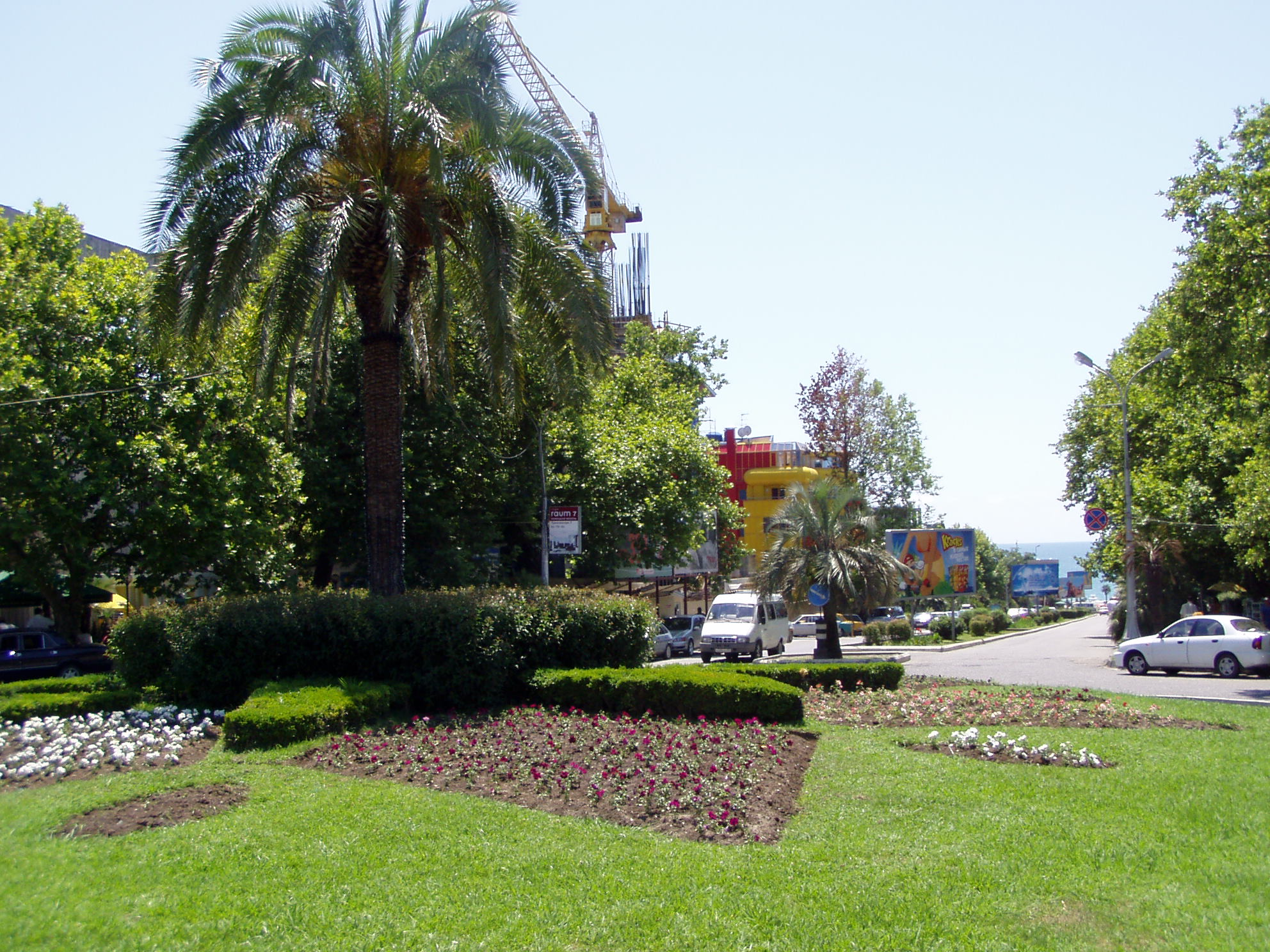
Đại lộ Pushkin
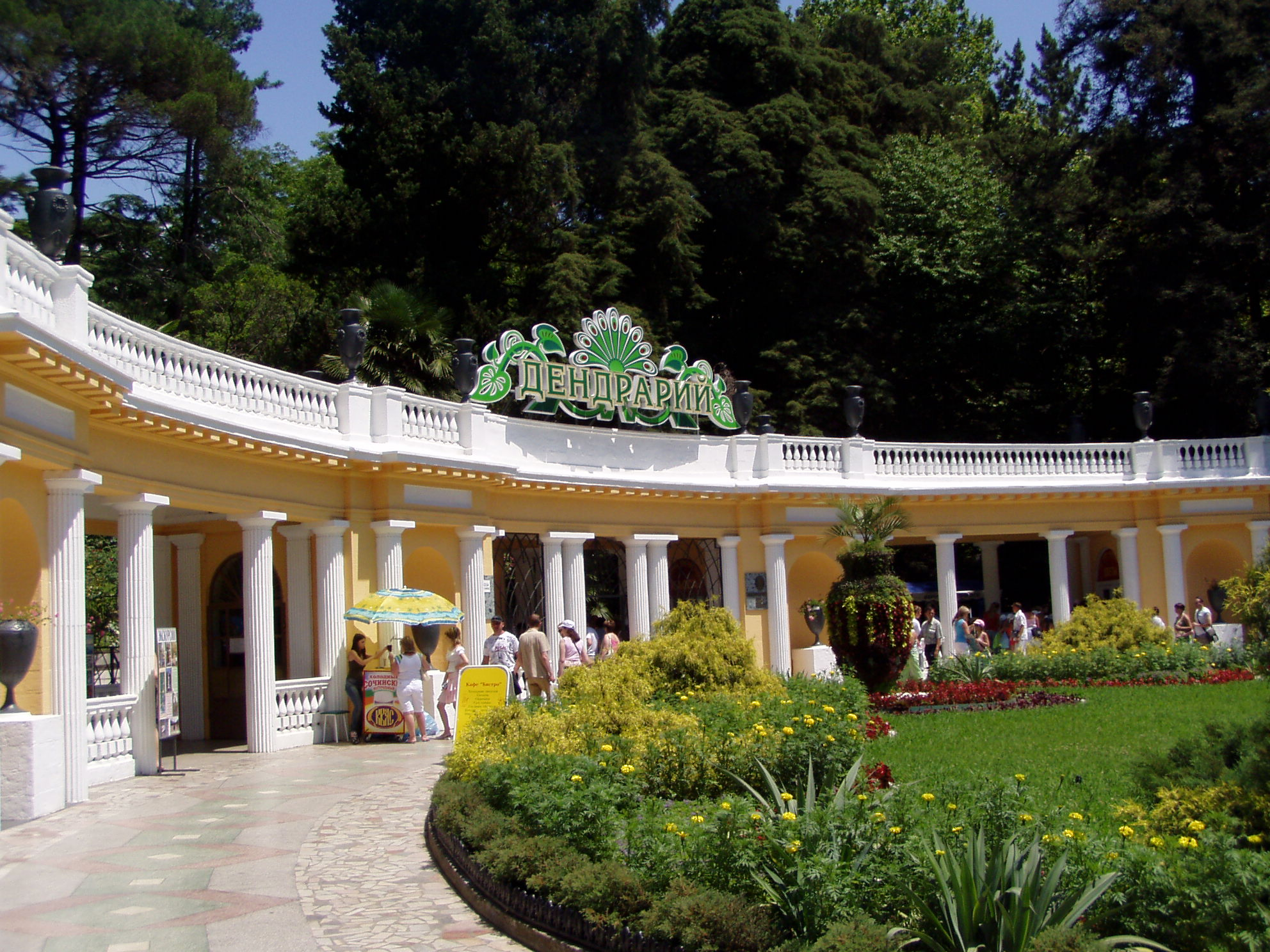
Dendrarium Sochi
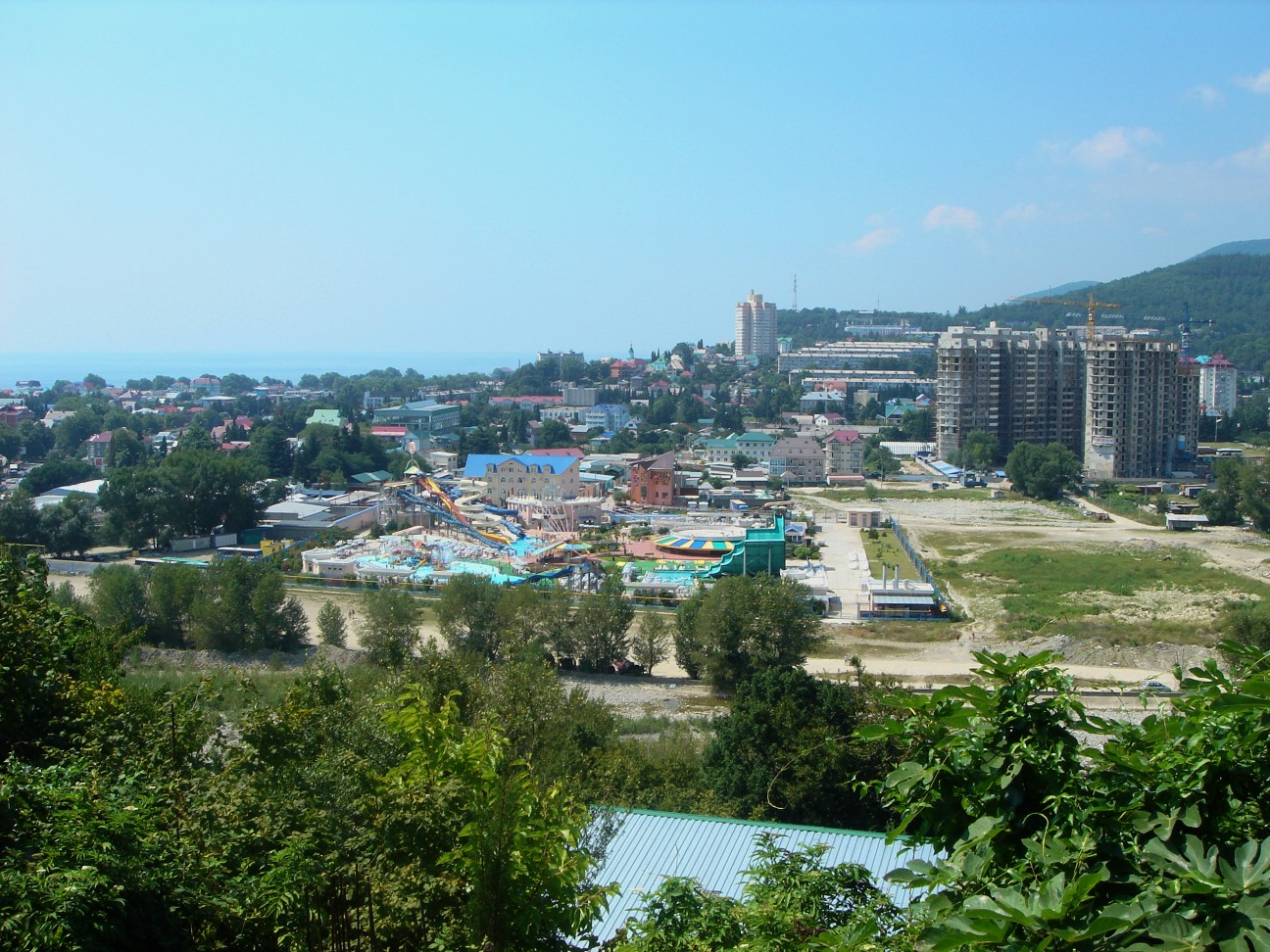
Quang cảnh Lazarevskoe nhìn từ núi
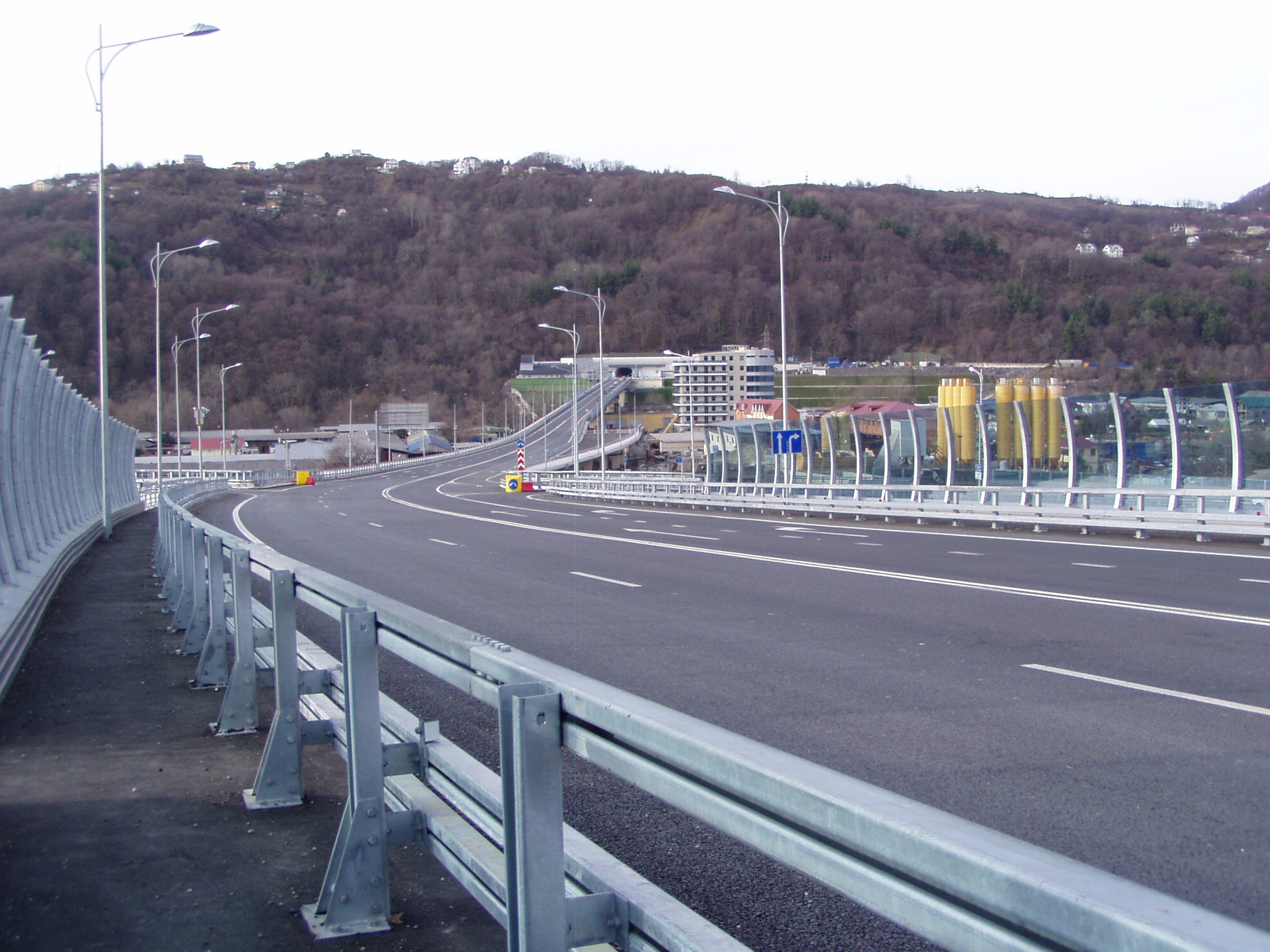
Cầu cạn Baranovsky
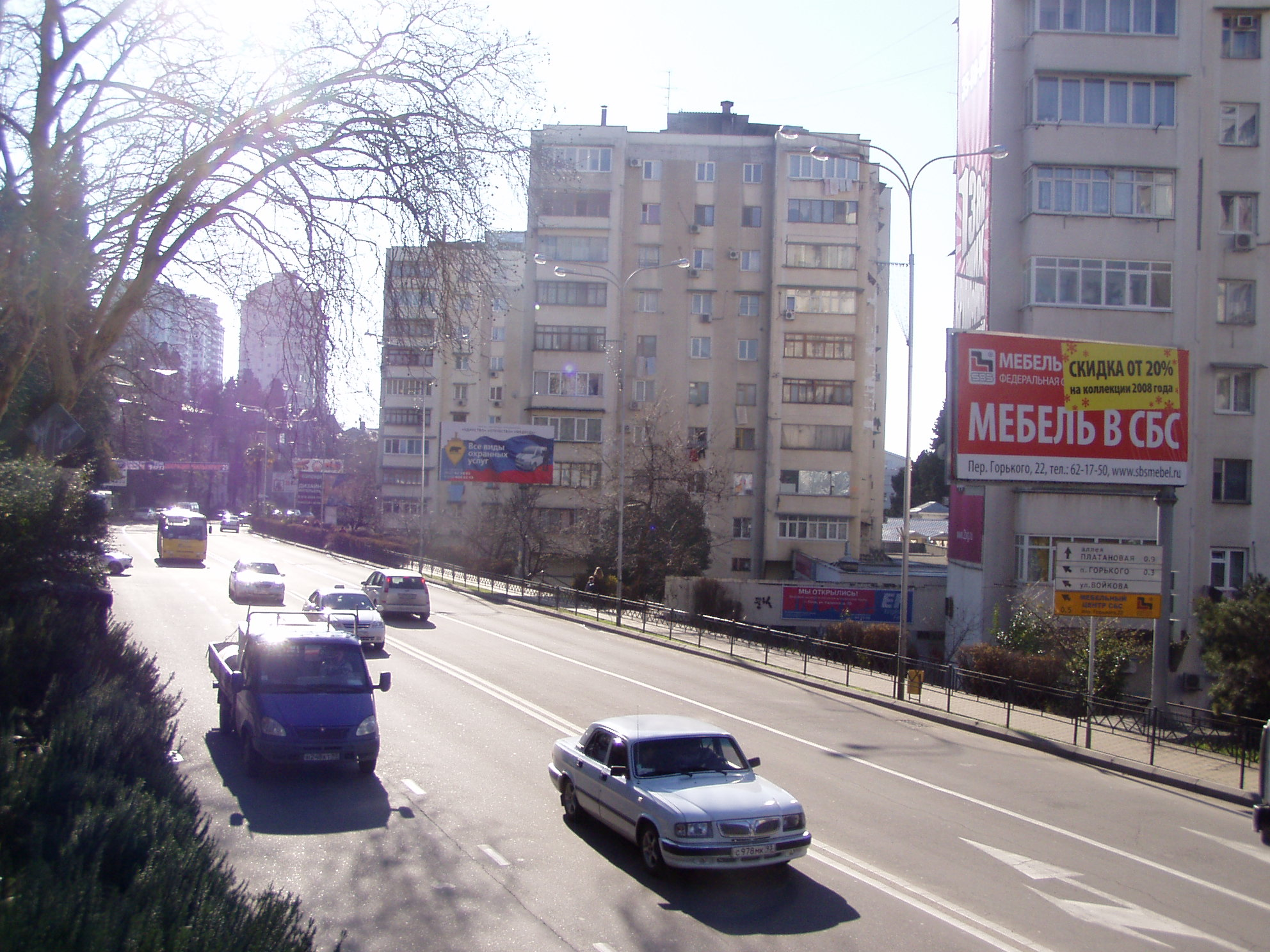
Phố Gorky
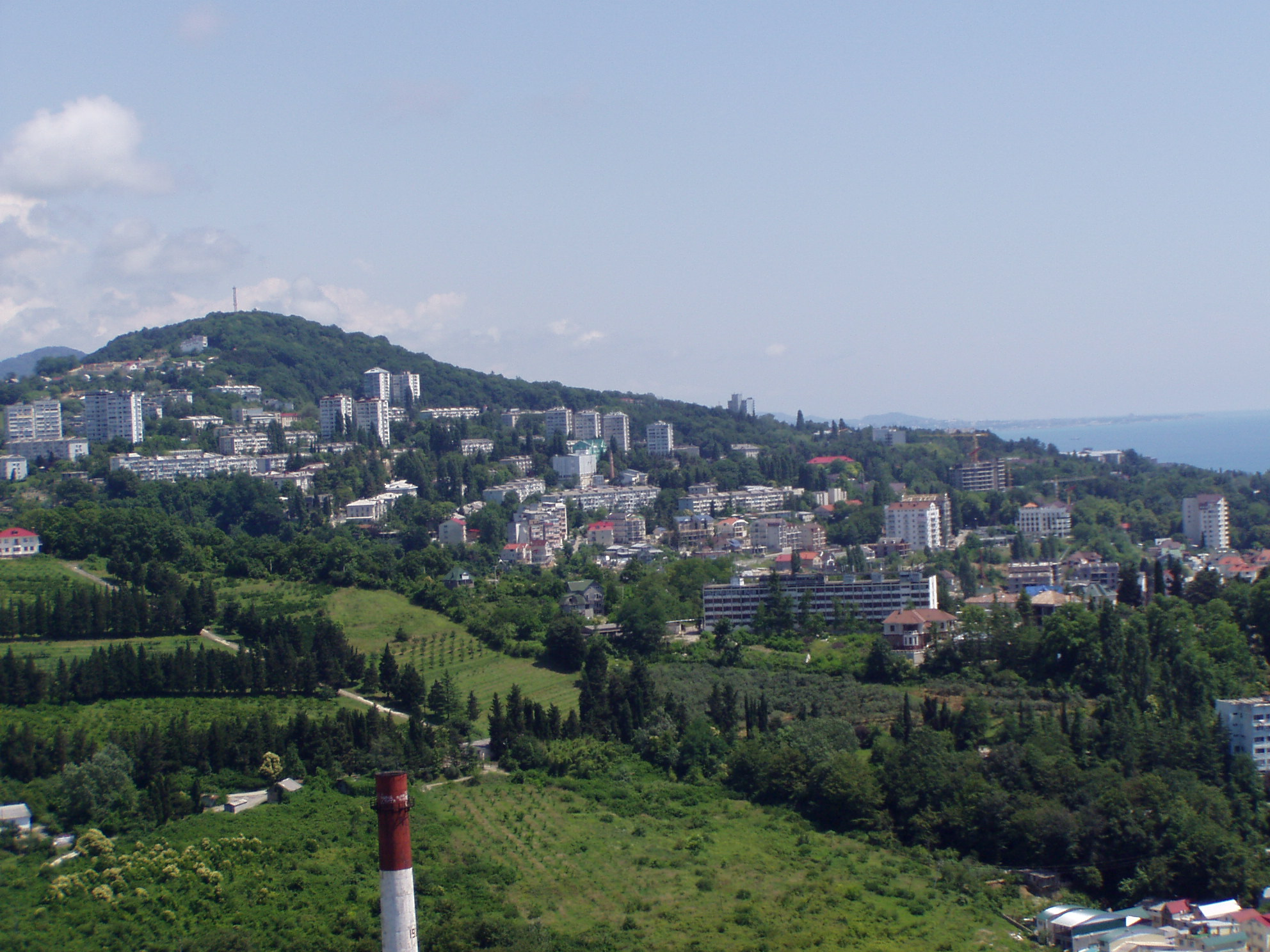
Bytkha, Sochi

## Liên kết
- Trang mạng chính thức của chính quyền Sochi Lưu trữ ngày 14 tháng 4 năm 2012 tại Wayback Machine